# Scor
Scor es una compañía de reaseguros de nivel 1 con sede en París. Es una de las principales reaseguradoras del mundo. Las acciones de SCOR cotizan en Euronext Paris.
La Société commerciale de réassurance (SCOR) fue fundada en París en 1970. Está dirigida por Denis Kessler.